# Pinchas Polonsky
Pinjas Polonsky .(en rus: Полонский Пётр (Пинхас) Ефимович, nascut el 1958 a Moscou) és un filòsof religiós israelita, investigador del judaisme i actiu educador entre la comunitat jueva de parla russa. Ha escrit llibres originals i diverses traduccions d'obres sobre judaisme.
Durant les seves activitats clandestines a Moscou (1977–1987), va ensenyar judaisme i va ser un dels fundadors de Machanaim. Viu a Israel, és activista en el procés de modernització del judaisme i és investigador dels treballs de Rav Kook. Polonsky és l'autor d'un comentari sobre la Torà sota el títol "Dinàmica bíblica". El Dr. Polonsky va iniciar EJWika, una enciclopèdia acadèmica sobre temes jueus i israelians. Constantment està publicant articles a la premsa i llibres.

## Biografia
Va néixer a Moscou el 1958 a una família jueva assimilada no religiosa, Estudiava a l'Escola Núm. 7.de Física i Matemàtiques de Moscou
En acabar l'escola (1975), va decidir anar-se a Israel, va començar a estudiar (en secret) hebreu, i després la Torà i el judaisme. A poc a poc va arribar a l'observança dels manaments del judaisme.
Entre 1975-1980 va estudiar en la Facultat de Matemàtiques de l'Institut Pedagògic Estatal de Moscou, on va rebre un mestratge (DT.) en matemàtiques i pedagogia
Des de 1979 fué un dels fundadors de la xarxa d'estudi clandestí de la Torà a Moscou. Va publicar en Samizdat (mètode manual fotogràfic) una sèrie de llibres sobre festes jueves i comentaris sobre la Torà.
Va sol·licitar sortir de la URSS per emigrar a Israel el que se li va denegar durant 7 anys
El 1987 amb el començament de la Perestroika, va obtenir permís per abandonar l'URSS i repatriar-se a Israel.
A Israel, el 1988, juntament amb el grup Mahanaim, es va establir en Maale Adumim, des de 1991 fins al present viu en Beit El.

## Educació i treball acadèmic
Immediatament després de la seva arribada el 1987, va ser un dels iniciadors de la creació dels "Mahanaim" a Israel, i fins a 2012 va treballar allá com a professor principal i editor en cap.
Entre 1989-1990 va estudiar en la yeshiva "Harry Fischel Institute for Talmudic Research" a Jerusalem, convertint-se en un mestre certificat de judaisme.
.Entre 1994-1997 va estudiar en l'acadèmica yeshivah "Beit Morasha" a Jerusalem (filosofia jueva).
Entre 1995-1999 va estudiar en la Facultat de Judaisme de la Universitat Bar-Ilan en Ramat Gan, rebent un segon títol acadèmic (DT.) en l'estudi del Talmud i la tradició jueva.
2002 Polonsky va obtenir un doctorat en sociologia de la religió. La seva tesi va ser: "Conceptes sociològics en els ensenyaments de R. Kook". Posteriorment, la dissertació va ser reconeguda a Israel, traduïda i publicada en anglès i hebreu.
En el període de 1991 a 2012 va ensenyar el tema "Herència jueva" en rus a la Universitat de Bar-Ilan.
.De 2012 a 2013, va ser investigador principal a la Universitat d'Ariel en Samaria [4].

## Sèrie de llibres d'oració amb comentaris
Aquesta iniciativa llançada per Pinjas Polonsky va començar amb una edició clandestina de Pesach Haggadah amb comentaris en la dècada de 1980 a Moscou. La Haggadah es va publicar com a fotocòpia  i es va distribuir en centenars de còpies a Moscou i altres ciutats importants de l'antiga Unió Soviètica. Aquesta Hagadah estava destinada a ensenyar com passar un Seder emocionant i espiritual.
A Israel, Polonsky juntament amb Machanaim van publicar: un Siddur (llibre d'oració) amb una traducció al rus i comentaris titulats "Vrata Molitvy" [4] (Portes d'oració, que no han de confondre's amb les Portes d'oració de la Reforma, el Llibre d'oració de la Nova Unió "). Fins al dia d'avui segueix sent el llibre d'oració més utilitzat en rus; una edició transliterada també està disponible); "Portes de penediment" de Machzor per Rosh Hashaná i Iom Kipur; Hagadá de Pasqua amb comentaris; un llibre titulat "Obligacions dels vius", sobre les lleis del dol, així com una sèrie de llibres sobre costums i observança festives mongetes.

## Recerca del llegat de Rav Kook
El 1991, Polonsky es va associar amb el Museu de la Residència Llar de Rav Kook a Jerusalem i amb reconeguts coneixedors d'aquesta herència (rabi Yaakov Filberruhe, rabi Menachem Bursteinruhe, rabin Johai Rodik, rabin Shlomo Aviner, rabin Yair Dryfus, rabin Reuven Fayerman, rabin Uri Sherki, professor Shalom Rosenberg, Dr. Tamar Ross, Dr. Hagi Ben-Artsi, Dr. Reuven Mamo, va preparar la publicació d'una compilació de les obres de Rav Kook titulada "Tolerància en l'ensenyament de R. Kook".
Durant el curs de la seva recerca sobre la filosofia i el treball de Rav Kook, va escriure i va publicar un estudi (monografia) titulat "Rav Abraham Isaac Kook. Vida i ensenyament". En 2009, els capítols principals del llibre van ser traduïts i publicats en anglès  i en 2013 a l'hebreu . Es va convertir en el primer llibre sobre pensament religiós jueu traduït del rus a l'hebreu. El llibre va ser aprovat per diverses autoritats rabíniques importants sobre el tema de la filosofia de Rav Kook i va ser recomanat per ells per ser inclòs en el currículum acadèmic del sionisme religiós.

## Comentaris de la Torah "Dinàmiques Bíbliques"
Una sèrie de llibres que presenten un nou comentari a la Torà, basat en els conceptes cabalístics de R I L Ashkenazi (Manitou) i en les noves troballes de R. Uri Sherki, que van incloure els conceptes i interpretacions originals de l'autor.
El 2014 es van publicar sis volums: Comentaris als dos primers llibres de la Bíblia : Gènesi i Èxode . Es @esperar aviat aparegui un comentari complet sobre la Torà. Es planeja una traducció a l'anglès.

## Altres obres
El 2009, Polonsky, entre d´altres, es va convertir en un dels fundadors d'una enciclopèdia wiki acadèmica sobre temes jueus i israelians. L'objectiu del projecte és la publicació d'informació acadèmicament complementària (per Wikipedia i altres fonts) sobre el judaisme, els jueus i Israel en Internet en rus.
.Polonsky és l'iniciador i coordinador del projecte "Preservar la memòria", el propòsit de la qual és preservar la memòria del moviment clandestí jueu-sionista en l'URSS. També és el fundador del projecte "Lluita contra l'antisemitisme intel·lectual ".

## Filosofia i opinions religioses
Pinjas Polonsky s'atribueix a l'ala radicalment modernista del sionisme religiós, l'essència del qual és la modernització ortodoxa del judaisme; en altres paraules, una modernització activa amb estricta adhesió a un enfocament jueu ortodox. En això es veu a si mateix com un seguidor de Rav Kook i un soci de R. Uri Sherki..
Polonsky recolza una integració d'idees universals en la religió creant una simbiosi saludable. Ell veu la modernització de la religió com una absoluta necessitat religiosa i prerrequisit. Ell creu en la importància religiosa de la ciència, l'art, la democràcia i altres valors seculars universals. Polonsky és un defensor de la iniciativa per introduir "un dia de la ciència" en els plans d'estudi de l'escola secundària israeliana, per demostrar una sinergia productiva que es pot aconseguir combinant ciència i religió.
Polonsky és actiu en la promoció d'idees i conceptes del noahidisme.
Polonsky és un defensor de l'accés i l'oració a la Muntanya del Temple per als jueus.
Polonsky és l'autor del concepte de "Tres etapes de l'arribada del Messíes " (en oposició a l'enfocament de dues etapes, àmpliament acceptat pel sionisme religiós actual). Va introduir el concepte de anti-fonamentalisme religiós; en altres paraules, una oposició al fonamentalisme religiós basada en els conceptes de " revelació contínua i orgànica ".

## Obres publicades
- - "Relació entre ideals i manaments en el judaisme" (amb Galina Zolotusky, Gregory Yashgur i Raphael BenLevil). Converses: un diari de l'Institut d'Idees i Ideals Jueus, número 31, primavera de 2018, Nova York. Pàgines 54-79 {{format ref}} https://www.jewishideas.org/article/relationship-between-ideals-and-commandments-judaism
  - "Rabino Kook i la modernització del judaisme". Converses: A Journal of the Institute for Jewish Ideas and Ideals, número 4, primavera de 2009, NY. {{format ref}} https://www.jewishideas.org/article/rabbi-kook-and-modernization-judaism-0
  - Polonsky, Punxes (2009). Sionisme religiós de Rav Kook (1ª ed.). Machanaim - Edu jueu rus. ISBN 978-9659144600. - opus magnum
  - Polonsky, Punxes (2009). Dues històries de la creació mundial. Avantpassats (Volum 1). Plataforma de publicació independent CreateSpace. ISBN 978-1479161027.
  - Polonsky, Punxes (2010–2012). Dinàmica dels avantpassats. Vol. 1-4. Plataforma de publicació independent CreateSpace. ISBN 978-1463763251.
  - Polonsky, Punxes (2012). Dos mil anys junts. Visió jueva sobre el cristianisme. Plataforma de publicació independent CreateSpace. ISBN 978-1475267600.
  - Polonsky, Punxes (1987–1992). "Festes jueves": Història i filosofia de les festes jueves. Machanaim - Edu jueu rus. - 8 llibres
  - Polonsky, Punxes (2012). Israel i la humanitat: pensaments extrets dels ensenyaments de r. Kook, per rav Cherki (1ª ed.). Plataforma de publicació independent CreateSpace. ISBN 978-1475267648.
  - "Portes d'oració", un llibre d'oracions amb nova traducció al rus, comentaris i explicacions, 1994
  - Cursos de video i àudio sobre problemes del judaisme
  - Guia creativa d'àudio i video per a la celebració de la Pasqua (no menys de 30 000 còpies)